# 인터넷 프로토콜 스위트

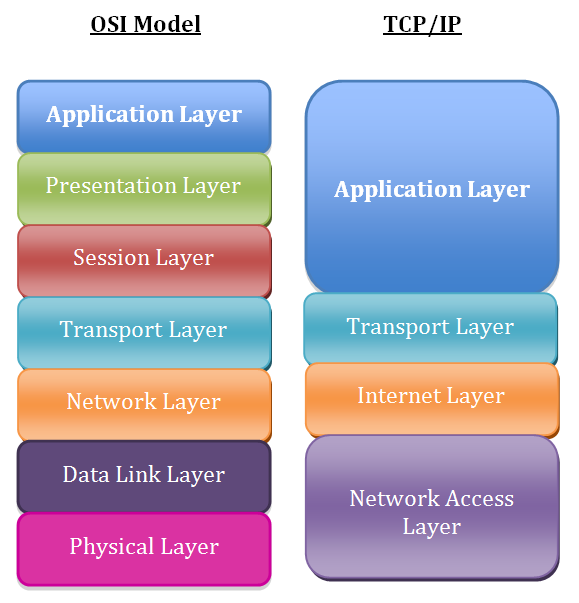

인터넷 프로토콜 스위트(영어: Internet Protocol Suite)는 인터넷에서 컴퓨터들이 서로 정보를 주고받는 데 쓰이는 통신규약(프로토콜)의 모음이다. 인터넷 프로토콜 슈트 중 TCP와 IP가 가장 많이 쓰이기 때문에 TCP/IP 프로토콜 슈트라고도 불린다.

## 역사
인터넷 프로토콜 스위트는 1960년대 말 방위고등연구계획국(DARPA)이 수행한 연구개발의 결과로 탄생하였다.

## TCP와 IP
TCP/IP는 패킷 통신 방식의 인터넷 프로토콜인 IP (인터넷 프로토콜)와 전송 조절 프로토콜인 TCP (전송 제어 프로토콜)로 이루어져 있다. IP는 패킷 전달 여부를 보증하지 않고, 패킷을 보낸 순서와 받는 순서가 다를 수 있다.(unreliable datagram service) TCP는 IP 위에서 동작하는 프로토콜로, 데이터의 전달을 보증하고 보낸 순서대로 받게 해준다. HTTP, FTP, SMTP 등 TCP를 기반으로 한 많은 수의 애플리케이션 프로토콜들이 IP 위에서 동작하기 때문에, 묶어서 TCP/IP로 부르기도 한다.

## 인터넷 프로토콜 스택의 계층 구조
인터넷 프로토콜 스택은 보통 네 계층으로 나눌 수 있다.
| 5   | 응용 계층                | DNS, TFTP, TLS/SSL, FTP, HTTP, IMAP, IRC, NNTP, POP3, SIP, SMTP, SNMP, SSH, 텔넷, ECHO, 비트토렌트, RTP, PNRP, rlogin, ENRP, … |
| 4   | 전송 계층                | TCP, UDP, DCCP, SCTP, IL, RUDP, …                                                                                              |
| 3   | 인터넷 계층              | IP (IPv4, IPv6) |
| 2.5 | ARP                      | ARP, RARP |
| 1,2 | 네트워크 인터페이스 계층 | 이더넷, Wi-Fi, 토큰링, PPP, SLIP, FDDI, ATM, 프레임 릴레이, SMDS, …                                                            |

### OSI 모델과 비교
두 모델은 관련은 있으나 서로 완전히 들어맞지는 않는다. 가장 큰 차이는 계층의 수이다. 앞의 모델은 네 계층, 혹은 (링크 계층을 물리 계층과 데이터 링크 계층으로 나눈다면) 다섯 계층 을 사용하고 있는 반면, OSI 모델은 일곱 계층을 사용한다.
OSI 모델이 더 잘 맞는 경우는 SSL이나 TLS를 설명할 때이다. 보통 SSL이나 TLS는 TCP의 상위에, 그리고 HTTP나 SFTP, 그 밖에 stunnel이나 VPN 위에서 동작하는 애플리케이션보다는 하위에 있는 세션 계층 프로토콜로 쓰인다.
| 7 | 응용 계층        | HTTP, SMTP, SNMP, FTP, 텔넷, SSH & Scp, NFS, RTSP                    |
| 6 | 표현 계층        | XDR, ASN.1, SMB, AFP                                                 |
| 5 | 세션 계층        | TLS, SSL, ISO 8327 / CCITT X.225, RPC, 넷바이오스, 애플토크          |
| 4 | 전송 계층        | TCP, UDP, RTP, SCTP, SPX, 애플토크                                   |
| 3 | 네트워크 계층    | IP, ICMP, IGMP, X.25, CLNP, ARP, RARP, BGP, OSPF, RIP, IPX, DDP      |
| 2 | 데이터 링크 계층 | 이더넷, 토큰링, PPP, HDLC, 프레임 릴레이, ISDN, ATM, 무선랜, FDDI    |
| 1 | 물리 계층        | 전선, 전파, 광섬유, 동축케이블, 도파관, PSTN, 리피터, DSU, CSU, 모뎀 |

## 같이 보기
- TCP/UDP의 포트 목록